# Saint-Louis, Moselle
Saint-Louis là một xã trong vùng Grand Est, thuộc tỉnh Moselle, quận Sarrebourg, tổng Phalsbourg. Tọa độ địa lý của xã là 48° 43' vĩ độ bắc, 07° 11' kinh độ đông. Saint-Louis nằm trên độ cao trung bình là 360 mét trên mực nước biển, có điểm thấp nhất là 215 mét và điểm cao nhất là 393 mét. Xã có diện tích 9,28 km², dân số vào thời điểm 1999 là 701 người; mật độ dân số là 75,4 người/km².